# Гістаміновий рецептор
Рецептори гістаміну є класом рецепторів, пов'язаних з білком G, які зв'язують гістамін як свій первинний ендогенійний ліганд.
Відомо чотири рецептори гістаміну:
- Н1 рецептор
- H2 рецептор
- H3 рецептор
- H4 рецептор

| Рецептор | Механізм    | функція | Антагоністи                                                                                           |
| -------- | ----------- | --- | --- |
| H1       | Gq          | - скорочення клубової кишки - модулювати циркадний цикл - сверблячий - системна вазодилатація (опосередкований ефект протягом збільшення продукції NO) - бронхоконстрикція (астма, спричинена алергією) | - Антагоністи H1-рецепторів - Димедрол - Лоратадин - Цетиризин - Фексофенадин - Клемастин - Рупатадин |
| H2       | Gs ↑ цАМФ2+ | - прискорити синусовий ритм - Стимуляція секреції шлункової кислоти - Розслаблення гладкої мускулатури - Пригнічують синтез антитіл, проліферацію Т-клітин і продукцію цитокінів                        | - Антагоністи Н2-рецепторів - Ранітидин - Циметидин - Фамотидин - Нізатидин                           |
| H3       | Gi          | - Зменшує вивільнення нейромедіаторів ацетилхоліну, серотоніну та норадреналіну в ЦНС - Пресинаптичні ауторецептори                                                                                     | - Антагоністи Н3-рецепторів - АБТ-239 - Ципроксифан - Клобенпропіт - Тіоперамід                       |
| H4       | Gi          | - опосередковувати хемотаксис тучних клітин . | - Антагоністи Н4-рецепторів - Тіоперамід - JNJ 7777120                                                |

У різних видів існує кілька варіантів зрощення H3. Хоча всі рецептори є 7-трансмембранними g-білковими рецепторами, H1 і H2 за своєю діяльністю значно відрізняються від H3 і H4.
H1 викликає посилення гідролізу PIP2, H2 стимулює секрецію шлункової кислоти, а H3 опосередковує зворотне інгібування гістаміну.